# El albergue (serie de televisión)
El albergue fue una sitcom de televisión, original de Cadenatres y producida por Adicta Films. Se transmitió de lunes a viernes a las 20:00 a partir del 12 de marzo del 2012. Está protagonizada por Héctor Suárez quien tuvo problemas para estar en la serie; y por María Rojo, y está antagonizada por Héctor Jiménez, Edwarda Gurrola, Marilyn Patiño y Ricardo Polanco. Fue creada y producida por Gustavo Loza y dirigida por Javier Solar.
La serie llegó a su fin el 23 de septiembre del 2012 con un total de 140 capítulos. 

## Sinopsis
Es la historia de Esperanza, una mujer en plena menopausia. Su madre doña Caridad murió en su cumpleaños y en la lectura de su testamento la mandan momificar para cuidarla al igual que a don Tranquilino, padre de Esperanza quien finge sufrir de una enfermedad mental y tiene que soportar todos los errores que comete su familia, y sino están en buen estado los padres de Esperanza la casa pasará a manos del gobierno y se convertirá en un albergue.

## Elenco
- Héctor Suárez - Liborio Menchaca Argüelles- hasta capítulo 16
- María Rojo - Esperanza de la Lama de Menchaca / Esperanza de la Lama de Peralta
- Héctor Jiménez - Búlgaro Antonio Menchaca de la Lama
- Marilyn Patiño - Yarisleidi Cienfuegos Portuondo / Yarisleidi Cienfuegos de Menchaca
- Edwarda Gurrola - Antonieta Ampolleta Menchaca de la Lama La Ampolla
- Ricardo Polanco - Brandon Chayan Menchaca El Rémora
- Farnesio de Bernal - Tranquilino de la Lama El Mueble
- Valeria Vera - Crescencia
- Rodrigo Zoydo - Boris Popof Mamushk El Ruso
- Lilia Ortega - Caridad Tostado de la Lama / Caridad Tostado de Peralta La momia
- Gilda Gentile - Yanina
- Anabel Ferreira - Ángela Cristina Mejía La Gelatina
- Hugo Albores - Lic. Amado del Hoyo
- Carlos Cobos - Odiseo El compadre o el padrino
- Tatiana Martínez - Cosa Nostra
- Daniel Tovar - Nerón
- Jorge Zárate - Biliulfo Buenrrostro Don Billys